# Carta gommata
La carta gommata è una carta con un lato rivestito, in tutto o in parte, di gomma. 

## Applicazioni
Si trova nei francobolli, nelle buste, nella carta da sigarette e nelle strisce di carta kraft rivestite di gomma arabica, utilizzate per gli acquerelli. A differenza del nastro adesivo, è possibile rimuovere la carta gommata senza danneggiarla, semplicemente bagnandola accuratamente.